# Shake, Rattle and Roll
Shake, Rattle and Roll è un celebre brano rhythm and blues composto da Jesse Stone, accreditato come "Charles E. Calhoun", e originariamente interpretato da Joe Turner and His Blues Kings nell'aprile 1954. Furono numerosissime le cover del pezzo; tra le più importanti si annovera quella di Bill Haley & His Comets, che diede molta popolarità in più rispetto all'incisione originale di Turner; l'originale era arrivata comunque alla prima posizione della classifica rhythm & blues di Billboard e alla ventiduesima di Billboard Hot 100.

## Cover

### Elvis Presley
Il pezzo venne pubblicato da Elvis Presley nell'agosto 1956 nel 45 giri (Lawdy Miss Clawdy/Shake, Rattle and Roll). Il brano rappresenta la prima e l'unica volta in cui D. J. Fontana, Bill Black e Scotty Moore fecero i coristi al posto dei Jordanaires e, per ammissione del primo, non andava biasimato per ciò.

#### Formazione
- Elvis Presley: voce, chitarra
- Scotty Moore: chitarra, cori
- Bill Black: contrabbasso, cori
- D. J. Fontana: percussioni, cori[5]

### Chuck Berry
Chuck Berry incluse una cover del pezzo sull'album Chuck Berry '75, di scarso successo critico e commerciale.

### The Beatles
Shake, Rattle And Roll venne registrata dal gruppo il 26 gennaio 1969, nel corso delle Get Back sessions; in quella data, i Beatles, assieme a Billy Preston, incisero numerosissimi classici di rock ‘n’ roll, come Twist and Shout, You've Really Got a Hold on Me, Great Balls of Fire e proprio Lawdy Miss Clawdy. Dai nastri, tre brani vennero estratti per essere pubblicati ufficialmente: oltre a Shake, Rattle and Roll sono presenti Rip It Up e Blue Suede Shoes, tutti e tre inclusi, in un medley, sull'Anthology 3 del 1996.

#### Formazione
- Paul McCartney: voce, pianoforte
- John Lennon: voce, basso
- George Harrison: chitarra elettrica
- Ringo Starr: batteria
- Billy Preston: organo Hammond[2]

### Altre
Si contano circa altre 70 cover del brano. Qui di sotto sono indicate solo alcune, incise da artisti di rilievo.
- Bill Haley - 10 luglio 1954
- Carl Perkins - novembre 1958
- Sam Cooke - settembre 1963
- Buddy Holly - maggio 1964
- The Rokes - 1964
- Piano Red - 1970
- Sha Na Na - 1973
- Jerry Lee Lewis - 1975
- Cliff Richard - 5 novembre 1990[1]